# Zsigmond Purjesz
Zsigmond Purjesz (n. 1846, Szentes — d. 27 ianuarie 1918, Budapesta) a fost un medic internist maghiar, profesor universitar la Universitatea din Cluj, director al Clinicii Medicale din Cluj.
Purjesz l-a promovat ca doctor în medicină pe Iuliu Hațieganu, care i-a fost asistent universitar între anii 1910-1918.
Este înmormântat în Cimitirul Hajongard din Cluj.